# Supersonic Green Machine
Supersonic Green Machine — проект американської компанії Lockheed Martin надзвукового пасажирського авіалайнера, який за планом повинен стати в експлуатацію приблизно у 2030 році.
У проекті бере участь NASA.
Перші спроби створити комерційні надзвукові літаки завершилися провалом. Звісно, літали Ту-144 і англофранзуцький Конкорд, але дуже багато коштувала їх експлуатація, квитки коштували також недешево — від 4 тис. доларів у цінах 1990-х років. Крім того, при подоланні звукового бар'єру утворювався дуже гучний звуковий хлопок, який був дуже неприємний жителям околишніх населених пунктів. Останній рейс надзвукового літака (Конкорд) відбувся 26 листопада 2003 року, на чому і зупинилися надзвукові перевезення пасажирів повітрям.
Але у 2010 році компанія Lockheed Martin презентує новий проект гіперзвукового лайнера — Supersonic Green Machine. «Зеленим» літак назвали через оснащення його двигунами змінного циклу. На малих швидкостях при злеті і посадці він буде працювати як звичайний турбореактивний двигун, а при досягненні надзвукової швидкості він буде перетворюватися в прямотічний реактивний двигун. Також, можливо, буде використовуватися перспективні види газового палива: метан або водень. Вбудована у двигун камера допалювання вихлопних газів, зменшить забруднення стратосфери на 75%, тим самим захищаючи озоновий прошарок планети. А заднє перпендикулярне додаткове крило у вигляді літери «V» значно зменшить удар по вухах при подоланні звукового бар'єру: замість гарматного пострілу на землі буде чутися лише глухе завивання.